# Персонал
Персонал  (від лат. persona — особистість)  або штат — колектив працівників або сукупність осіб, що здійснюють трудові функції на основі трудового договору (контракту).
- персонал адміністративно-технічний — керівники суб'єктів господарювання, головний енергетик (механік), начальники цехів, дільниць, лабораторій, інженери та техніки, майстри та інші особи, на яких покладено адміністративно-технічні функції;
- персонал оперативний (черговий) — персонал, який перебуває на чергуванні в зміні і допущений до оперативного керування і оперативних перемикань: диспетчери, чергові інженери та техніки, начальники змін, чергові на щитах керування, члени оперативно-виїзних бригад, які обслуговують теплові установки та мережі;
- персонал оперативно-ремонтний — ремонтний персонал, спеціально навчений і підготований для оперативного обслуговування в затвердженому обсязі закріпленого за ним устатковання;
- персонал ремонтний — персонал, навчений і допущений до ремонту теплового устатковання і мереж, засобів вимірювальної техніки і автоматики теплового устатковання.
- персонал електротехнічний — спеціально підготовлений адміністративно-технічний, оперативний, оперативно-ремонтний, ремонтний персонал, який здійснює монтаж, наладку, технічне обслуговування, ремонт і керування режимом роботи електроустановок.